# Goniodiscaster rugosus
Goniodiscaster rugosus is een zeester uit de familie Oreasteridae.
De wetenschappelijke naam van de soort werd in 1875 gepubliceerd door Edmond Perrier.